# Unreal
Unreal [ˌʌnˈriəl] (engl. für „unwirklich“) ist ein futuristischer Ego-Shooter, der von Epic MegaGames (heute Epic Games) und Digital Extremes entwickelt und durch GT Interactive im Jahre 1998 veröffentlicht wurde. Es ist der erste Titel der Unreal-Spieleserie. Ihm folgten die Erweiterung Return to Na Pali sowie 2003 ein zweiter Teil.

## Handlung
Schauplatz von Unreal ist der Planet Na Pali. Der Planet ist der Erde ähnlich: Es gibt eine atembare Atmosphäre, Flüsse, Wasserfälle, Vegetation, Tiere und Insekten. Abgesehen von der Planetenoberfläche gibt es auf Na Pali auch eine ganze Reihe von anderen abgestürzten Raumschiffen, Dörfern, Burgen und unterirdischen Tempelanlagen der Nali.
Der Spieler übernimmt die Rolle von Prisoner 849, einem Häftling an Bord des Gefangenentransporters Vortex Rikers, als plötzlich Turbulenzen auftreten und das Raumschiff auf einem unerforschten Planeten namens Na Pali abstürzt. Der Planet ist die Heimat der Nali, einer in Stämmen organisierten Rasse vierarmiger Humanoiden. Die Nali und ihr Planet wurden jedoch von den Skaarj unterjocht, einer Rasse brutaler, jedoch technologisch fortgeschrittener reptilähnlicher Humanoiden. Truppen der Skaarj stürmen das Schiffswrack und töten fast alle Überlebenden. Prisoner 849 gelingt es jedoch, sich zu bewaffnen und zu entkommen.
Der Planet Na Pali ist reich an Tarydium, einem exotischen Kristall mit hoher Energiedichte, was der eigentliche Grund der Besetzung durch die Skaarj ist. Das Schiff stürzte in der Nähe einer der vielen Minen und Verarbeitungsanlagen, die die Skaarj errichtet haben, ab. Nachdem sich Prisoner 849 durch die Minen gekämpft und dort mehrere versklavte Nali getroffen hat, findet er einige Ruinen von Städten und Dörfern der Nali. Erst dies führt ihm das volle Ausmaß des Leidens und der Ausbeutung der Nali vor Augen.
Über das Spiel hinweg stößt der Spieler immer wieder auf Hinterlassenschaften oder Überreste anderer Menschen und findet dabei oft Tagebücher, die die letzten Stunden der Toten beschreiben oder Hinweise auf die Todesursache geben. Im Normalfall sind das Geschichten über die Versuche, den Skaarj oder anderen blutrünstigen Bewohnern des Planeten zu entkommen.
Prisoner 849 bahnt sich weiter seinen Weg durch eine Serie außerirdischer Anlagen, abgestürzter Raumschiffe und antiker Tempel der Nali, die allesamt von den Skaarj und ihren Lakaien besetzt sind. Innerhalb einer Burg der Nali findet er einen Teleporter, der ihn direkt in das Mutterschiff der Skaarj transportiert. Das Schiff stellt sich als ein gewaltiges Labyrinth heraus, aber Prisoner 849 schafft es, den Reaktor des Schiffes zu finden und zu zerstören, wodurch das Schiff in Dunkelheit getaucht wird. Nachdem er sich weiter durch die dunklen Korridore navigiert, trifft er in einer großen Kammer auf die Königin der Skaarj. Er tötet sie und rettet sich in letzter Sekunde mit einer Rettungskapsel aus dem auseinanderfallenden Mutterschiff. Der Spieler entkommt mit Hilfe der Rettungskapsel der Gravitation von Na Pali, treibt jedoch danach ohne Navigation oder Treibstoff im All, mit wenig Hoffnung auf Rettung.

## Spielprinzip

### Einzelspieler
Unreal hat den für einen Ego-Shooter typischen Aufbau: Waffen und Spielwelt, Gegner gegen Spieler. Neben den Waffen können innerhalb der Spielwelt diverse Gegenstände wie etwa Munition, eine Taschenlampe oder ein Atemgerät für längere Tauchgänge gefunden werden. Diese Gegenstände teilen sich in zwei Kategorien auf: Gegenstände mit direkter Wirkung (zum Beispiel Bandagen und Rüstungen) und solche, die von dem Spieler erst manuell aktiviert werden müssen. Das Inventar ist kein eigenes Menü, sondern direkt auf dem HUD sichtbar, dort lassen sich die Gegenstände durchblättern und per Tastendruck manuell aktivieren.
Der wichtigste Gegenstand ist der Universalübersetzer, der es dem Spieler ermöglicht, sämtliche Monitore, Inschriften sowie auch Bücher im Spiel zu entziffern. Sobald das Gerät einen Text gefunden und übersetzt hat, ertönt ein akustisches Signal um den Spieler darauf aufmerksam zu machen. Ein Großteil der Handlung wird auf diese Weise erzählt. Oft werden so auch Hinweise für die Lösung von Rätseln gegeben.
Türen, bewegliche Plattformen und Aufzüge werden meist automatisch (etwa durch Betreten) aktiviert. Oft muss der Spieler dafür zusätzlich auch Schalter – durch Beschuss oder simples Dagegenlaufen – aktivieren.

### Mehrspieler
Neben dem Einzelspieler-Modus sind auch Mehrspieler-Modi verfügbar, darunter:
- Deathmatch
- Dark Deathmatch[13]
- King of the Hill
- Team-Deathmatch
- Coop-Modus[14]

## Entwicklung
Die zugrunde liegende Engine, die zuvor über drei Jahre lang in der Garage von Tim Sweeney entwickelt wurde, verdankt dem Spiel ihren Namen. Wegen des Erfolgs von Unreal erschienen ein Nachfolger und mehrere Ableger.
Epic Games veröffentlichte später mit dem Fusion Map Pack ein offizielles Bonuspaket. Es enthält einige neue Maps für den Mehrspieler-Modus und kann gratis im Internet heruntergeladen werden.
Am 31. Mai 1999 wurde eine eigenständige Erweiterung unter dem Namen Unreal Mission Pack 1: Return to Na Pali veröffentlicht. Unreal und Unreal Mission Pack 1: Return to Na Pali wurden am 21. Januar 2000 als Unreal Gold zusammengefasst verkauft. Diese Version enthielt bereits sämtliche, bis dato erschienenen Patches.
Der Soundtrack zu Unreal und der Erweiterung Return to Na Pali wurde von Alexander Brandon, Michiel van den Bos, Dan Gardopée und Andrew Sega in Trackerformaten komponiert.
Der offizielle Patchsupport durch Epic MegaGames endete mit Patch 2.26f im Juli 2000. Deshalb begann 2008 die Fan-Community mit Unterstützung durch Epic und Zugang zum Quellcode, im Rahmen des OldUnreal-Projekts den Support selbst zu übernehmen. Im November 2012 erschien Version 2.27i und brachte u. a. zeitgemäße DirectX 9 und OpenAL Unterstützung und behob eine Vielzahl von Problemen und Inkompatibilitäten mit modernen Betriebssystemen und Hardware-Setups.
Nebenbei wurden von der Community viele Fan-Mods und Karten veröffentlicht, welche den Mehrspieler-Modus stark erweiterten, auch neue Einzelspieler-Missionen wurden erstellt. Dies war vor allem auf den enthaltenen UnrealEd zurückzuführen.
2024 gab Epic Games bekannt, dass Unreal und Unreal Tournament über das Internet Archive kostenlos verteilt werden dürfen. Die CD-Abbilder werden in Kombination mit OldUnreal automatisiert heruntergeladen und gepatched.

## Technik
Ähnlich wie bei dem im selben Jahr erschienenen Half-Life zeichnete sich die für Unreal programmierte Unreal Engine insbesondere durch nahtlose Darstellung einer zusammenhängenden Spielwelt aus. Die Übergänge zwischen Innenräumen und weitläufigen Außenlandschaften, deren grafische Qualität damals einen neuen Höhepunkt erreichte, sind fließend.
Die Unreal Engine wurde aufgrund der damaligen technischen Leistungsfähigkeit und des benutzerfreundlichen UnrealEd auch von anderen Spieleherstellern lizenziert, welche mit dieser bekannte Spiele wie zum Beispiel Deus Ex, Rune, Tactical Ops: Assault on Terror oder Star Trek Deep Space Nine: The Fallen entwickelt haben.

## Rezeption
Unreal wurde nach seiner Veröffentlichung nicht nur wegen seiner Grafik und der Atmosphäre gelobt, auch die KI und das Gameplay fanden in der Fachpresse viel Anklang:

„Seit Wing Commander 3 hat mich jedenfalls kein Spiel in seinen Bann gezogen, das ich den Monitor erst nach der Endsequenze [sic] abkühlen lassen konnte.“

„Als actionorientierter Egomane muß man von „Unreal“ einfach überwältigt sein.“

„Brillante Grafik und packende Soundeffekte mit clever designten Leveln.“

Wermutstropfen waren jedoch die – für die damalige Zeit – sehr hohen Systemanforderungen von Unreal. Mit den angegebenen Mindestvoraussetzungen war das Spiel nur mit sehr großen Einschnitten in der Grafikqualität spielbar und lief oftmals trotzdem nicht völlig flüssig. Erschwert wurde eine tiefgehende grafische Konfiguration noch durch ein teilweise unverständliches und provisorisch anmutendes Optionsmenü, das besonders für Laien kaum zu durchschauen war.

„Technisch und inhaltlich brilliante Actionkost mit gewaltigem Hardware-Hunger.“

Das Spiel wurde außerdem von einigen Spielemagazinen – unter anderem der Bravo Screenfun in Ausgabe 12/1998 – zum Spiel des Jahres 1998 gekürt. Macworld verlieh die Auszeichnung „Mac Game of the Year“.

## Unreal Mission Pack 1: Return to Na Pali
Am 31. Mai 1999 wurde mit Unreal Mission Pack 1: Return to Na Pali eine eigenständige Erweiterung zu Unreal veröffentlicht. Das Spiel wurde von Legend Entertainment entwickelt und knüpft direkt an das Ende der Handlung von Unreal an. Hier wird der Spieler zwar von einem Raumschiff des Militärs gerettet, jedoch wieder auf den Planeten zurückgeschickt, um aus einem abgestürzten Raumschiff – der UMS Prometheus – die Daten eines Waffenprojektes zu bergen.
Die Erweiterung bietet unter anderem neue Waffen, Gegner und Spielebenen. Die meisten Levels sowie Musikstücke der Erweiterung stammen aus einer alten Betaversion von Unreal, welche viel mehr Karten als die offizielle Verkaufsversion enthielt. Diese wurden im Rahmen der Veröffentlichung von Return to Na Pali weiter ausgebaut und an den Stil der originalen Levels angepasst.